# Amnezia
Amnezia ist das zweite Soloalbum des Rappers Nyze. Es erschien am 7. August 2009 über Bushidos Label ersguterjunge.

## Titelliste
| #  | Titel                        | Gastmusiker                              | Produzent  | Länge |
| -- | ---------------------------- | ---------------------------------------- | ---------- | ----- |
| 1  | Intro                        |                                          | Sumo       | 2:14  |
| 2  | Hass                         |                                          | MO Beats   | 3:39  |
| 3  | UCI2D                        | Daufai                                   | MO Beats   | 3:51  |
| 4  | Zu fit                       | Chakuza                                  | Microphono | 3:16  |
| 5  | Lehn dich nicht zu weit raus | Daufai, Summer Cem & Hassan El Moussaoui | Sumo       | 4:50  |
| 6  | Was kann man machen          |                                          | Microphono | 3:39  |
| 7  | Easy                         |                                          | MO Beats   | 3:34  |
| 8  | Muzik (Interlude)            |                                          | MO Beats   | 3:14  |
| 9  | Muzik                        | Verb Kent & Microphono                   | MO Beats   | 3:19  |
| 10 | Hoch mit den Tassen          |                                          | Chakuza    | 4:10  |
| 11 | Allein                       | Microphono                               | MO Beats   | 5:01  |
| 12 | Loyalität                    |                                          | MO Beats   | 4:18  |
| 13 | Waiting                      | D-Bo                                     | Sumo       | 4:02  |
| 14 | Ein letztes Mal              | Bushido                                  | Microphono | 5:08  |
| 15 | LUVII                        |                                          | Microphono | 3:31  |
| 16 | 1 Mann                       | Daufai                                   | OC Beatz   | 4:40  |
| 17 | AMN                          |                                          | Sumo       | 4:04  |
| 18 | Tag ein Tag aus              | Fler                                     | Microphono | 3:36  |
| 19 | Ich regel das Allein         | Kay One                                  | MO Beats   | 3:44  |
| 20 | Schlechte Nachrichten        |                                          | Sumo       | 4:04  |
| 21 | Outro                        |                                          | Sumo       | 1:58  |

## Stil

### Texte
Neben den typischen Battle-Tracks, in denen Nyze oft (anonyme) Gegner verbal attackiert, gibt es auch ernstere Tracks wie Loyalität, LUVII oder Allein.

### Musik
Die Musik des Albums ist meist düster und elektronisch, jedoch gibt es auch hier wieder Ausnahmen.

## Produktion
Für die Produktion zeigen sich Sumo, Mo Beats, Microphono, OC Beatz und Chakuza verantwortlich.

## Gastbeiträge
Zehn der insgesamt 21 Songs enthalten Gastbeiträge. Der Rapper Daufai ist auf den Titeln UCI2D, 1 Mann und Lehn dich nicht zu weit raus gemeinsam mit Summer Cem und Hassan El Moussaoui vertreten. Microphono tritt in Muzik gemeinsam mit dem Amerikaner Verb Kent und in Allein als Gast auf. Des Weiteren erfolgte auf Ein letztes Mal eine Zusammenarbeit zwischen Nyze und seinem Labelpartner Bushido sowie auf Waiting zwischen Nyze und D-Bo. Nyzes damalige Label-Kollegen Chakuza und Kay One treten zudem bei Zu fit (Chakuza) und Ich regel das allein (Kay One) in Erscheinung. Zudem hat Fler einen Gastauftritt auf Tag ein, Tag aus.

## Illustration
Das Cover ist überwiegend in Rosa und Schwarz gehalten. An oberster Stelle steht der Schriftzug ersguterjunge präsentiert und im unteren Teil in Rosa Nyze. Etwas tiefer prangert der Albumtitel Amnezia in weiß. Nyze selbst befindet sich in der rechten Bildhälfte und sieht den Betrachter an. Der Hintergrund ist komplett in schwarz gehalten.

## Rezeption

### Charts
Das Album erreichte Platz 67 der deutschen Charts. Dort hielt es sich jedoch nur eine Woche, bevor es aus den Top 100 herausfiel.

### Kritik
Ein Autor von rap.de hatte eine gemischte Meinung zu „Amnezia“. Laut ihm gibt es im Album raptechnisch keine Patzer, produktionstechnisch ergibt sich ein durchaus stimmiges und angenehmes Bild und auch die Featurepartner sind passend gewählt. Allerdings ließe es sich auch mit dem Wort „belanglos“ zusammenfassen. Er schaffe es in keinem Song, Stimme und Betonung zu variieren, weswegen das Produkt es nicht schaffen würde, ihn zu berühren, in den Bann zu ziehen und zu zwingen, auch nur einen Track ein weiteres Mal hören zu wollen. Aus diesen Gründen gäbe es auch nicht mehr als eine durchschnittliche Bewertung ().